# ابن الوكيل
صدر الدين بن الوكيل (665–716هـ، 1267-1317م)، هو محمد بن عمر بن مكي بن عبد الصمد بن عطية بن أحمد الأموي المعروف بابن الوكيل. فقيه شافعي أصولي متكلم وأديب شاعر.
ولد بدمياط بمصر، وتفقه على أبيه وغيره من العلماء. كان أعجوبة في الذكاء، حفظ كتاب المفصل في النحو للزمخشري في مائة يوم، وحفظ ديوان المتنبي في سبعة أيام ومقامات الحريري في خمسين يوماً. أفتى وهو ابن عشرين سنة. تنقل بين مصر ودمشق وحلب. ودرَّس بمدارس كثيرة منها: دار الحديث الأشرفية، والشامية، والبَرَّانية، والجُوَّانيّة والعذراوية، وبالمشهد الحسيني وزاوية الشافعي والناصرية.
له مناظرات مع ابن تيمية، وكان ابن تيمية يشهد له بالعلم. كان كريماً متواضعًا محبًا للصالحين.

## مؤلفاته
له مؤلفات منها:
- الأشباه والنظائر.
- شرح الأحكام لعبد الحق (الاحكام الشرعية الكبرى لعبد الحق الإشبيلي)، وقد دل هذا الشرح على تبحره في الحديث والفقه والأصول.

## أشعاره
وله ديوان شعر سماه: طراز الدُّرَرَ. ومنه ما غنته فيروز مع نصري شمس الدين:
غدا منادينا محبباً فينا
يقضي علينا الآسى لولا تآسينا
يا جيرة بانت عن مغرم صب
لعهده خانت من غير ما ذنب
ما هكذا كانت عوائد الحب
لا تحسبوا البعد يغير العهد
إذ طالما غير النأي المحبينا
وقال أيضا:

## وفاته
وتوفي بالقاهرة ودفن عند الشافعي سنة ست عشرة وسبع مائة.
رثاه جماعة في الشام ومصر وحصل التأسف عليه، وقال الشيخ الإمام تقي الدين ابن تيمية لما بلغته وفاته: أحسن الله عزاء المسلمين فيك يا صدر الدين. أنشدني من لفظه لنفسه القاضي شمس الدين محمد بن داود ابن الحافظ ناظر جيش صفد:

## وصلات خارجية
- موسوعة التراجم والأعلام - الشيخ صدر الدين محمد بن عمر بن مكي بن عبد الصمد الشيخ الإمام العالم العلامة